# Matthew Tucker
Matthew Tucker (ur. 21 maja 1991 w Tyler w stanie Teksas) – amerykański zawodnik futbolu amerykańskiego, grający na pozycji running back. W rozgrywkach akademickich NCAA występował w drużynie TCU Horned Frogs.
W roku 2013 nie został wybrany w drafcie NFL przez żadną z drużyn. Jako wolny agent, po drafcie podpisał kontrakt z drużyną Philadelphia Eagles, w której występuje do tej pory.